# American Broadcasting Company
Американська телерадіомовна компанія «Ей-Бі-Сі» (англ. American Broadcasting Company, ABC) — американська телевізійна мережа, власником якої є Компанія Волта Діснея. Штаб-квартира компанії розміщується у Верхньому Вест-Сайді на Мангеттені в Нью-Йорку, тоді як офіси програмування містяться в Бербанку, Каліфорнія.
Входить до «Великої трійки» американських телеканалів.
Телевізійна мережа має більше 232 дочірніх телевізійних станцій на всій території США.

## Історія
«Ей-Бі-Сі» (ABC) заснував 1943 року Едвард Нобель після того, як купив радіомовну мережу Blue Radio Network, що належала NBC. Телевізійне мовлення розпочато 1948 року.

### 1948: Початок мовлення на телебаченні
Натрапивши на труднощі мовлення, радіомережі ABC було не в змозі взяти на себе додаткові витрати для мовлення на телебаченні. Для початку повноцінного телемовлення 1947 року ABC спрямували заявки на здобуття ліцензій у п'яти містах, де вони володіли радіостанціями (що в сукупності становлять 25 відсотків від усієї загальнонаціональної глядацької аудиторії на той час).
Перший ефір відбувся 19 квітня 1948 року. Першими партнерами мережі стали станції WFIL-TV у Філадельфії (тепер WPVI-TV), WMAL-TV у Вашингтоні (тепер WJLA-TV), згодом була запущена станція-флагман, що належала мережі (O&O), WJZ-TV в Нью-Йорку (тепер WABC-TV). У наступні 13 місяців мережа також підписала договори зі станціями у Детройті (WXYZ-TV), Чикаго (WLS-TV), Сан-Франциско (KGO-TV) і Лос-Анджелесі(KABC-TV) й вийшла на рівень CBS і NBC.
Упродовж наступних кількох років ABC зміцнила свій бренд. 1952 року вона об'єдналась із United Paramount Theatres (укр. Об'єднані кінотеатри Paramount); далі намагалась створити альянси з великими виробниками телепродукції — Disney і Warner Bros.

### 1961—1965: Зростання й перебудова
Хоч ABC й далі скнів на нікчемному третьому місці національного ринку, він часто очолював місцеві рейтинги на більших ринках. З початком створення серіалів у Голлівуді канал почав здобувати популярність у молодих глядачів міста. За кілька років рейтингового зростання мережа вийшла на рівень General Electric, компаній Говарда Г'юза, Litton Industries, GTE й ITT Corporation. ABC й ITT домовились про злиття наприкінці 1965 року, проте цю угоду зірвала FCC.
На 1960 рік ABC Radio Network не мав великої популярності, за винятком філіалу в Детройті. 23 вересня 1962 року ABC запустив кольоровий мультсеріал «Джетсони», що виходив у парі з «Флінтстоунами». У сезоні 1965-66 ABC приєднався до NBC і CBS, і почав показувати всі свої шоу в кольорі.
У період 60-х ABC заснував власну виробничу компанію ABC Films, яка знімала фільми спеціально для каналу. ABC придбала права на значну кількість фільмотеки Девіда Селзніка, серед яких фільми «Ребекка», «Портрет Дженни» і т. д. (окрім фільму «Звіяні вітром», що належав Metro-Goldwyn-Mayer).

### 1965—1969: Успіх
Спортивний проєкт «Wide World of Sports» дебютував 29 квітня 1961 року й невдовзі став досить популярним. Попри свої відносно невеликі успіхи, ABC незабаром знайшло нішу у вигляді популярності руху «бебі-бумерів» — її для каналу зайняли хітові шоу «American Bandstand» і «Shindig!», що були зорієнтовані на молоду аудиторію.
Мережа також не боялась іти на ризиковані кроки з показу суперечливих фантастичних серіалів, таких як «За межею можливого», «The Invaders», «The Time Tunnel», «Land of the Giants» і «Voyage to the Bottom of the Sea». Також успіху здобув екшн-серіал «Утікач». У вересні 1964 року канал запустив сітком «Моя дружина мене приворожила», що став шоу № 2 у сезоні 64-65, і найпопулярнішим шоу того часу на каналі.
У січні 1966 року, як заміну в середині сезону канал запустив згодом легендарний серіал «Бетмен».
1968 року материнська компанія змінила свою назву з American Broadcasting-Paramount Theatres, Inc. на American Broadcasting Companies, Inc. Дальші роки головні хіти каналу здебільшого створюватиме Paramount Television.

### 1969—1985: Піднесення на вершину
Продовжуючи успіх сіткомів «Ця дівчина», «Моя дружина мене приворожила», «The Courtship of Eddie's Father», «The Partridge Family», «Сімейка Бреді», «Room 222» і «The Mod Squad» в 60-ті, тодішній президент мережі Едгар Шерік мав усю відповідальність за графік усієї мережі.
Тим часом лінійка денного програмування стала особливо сильною впродовж 1970-х і 1980-х років з мильними операми «Головний шпиталь», «Одне життя щоб жити», «Усі мої діти», «На порозі ночі» й «Надія Раян», а також телеіграми.
На початку 1970-х, ABC створив свою першу кіновиробничу компанію ABC Pictures, яку згодом перейменували на ABC Motion Pictures. Вона випустила такі хітові фільми як «Кабаре», «Хапай гроші і тікай», «Загнаних коней пристрілюють, чи не так?», «Ласунка» й т. д. Вони також запустили інноваційну лінійку «ABC Movie of the Week», де щотижня виходили прем'єри телефільмів.
Тим часом мережа почала випереджати CBS і NBC в рейтингах. Мережа стала використовувати нову структуру продажу рекламного часу, найбільш вигідно продаючи час у популярних у молодої аудиторії шоу. ABC інвестували значні кошти в шоу з молодою аудиторією, такі як сіткоми «Щастливі дні», «Barney Miller», «Компанія трьох» і «Таксі». Драми виробництва Аарона Спеллінга «Ангели Чарлі», «Старскі і Хатч», «S.W.A.T.», «Подружжя Харт», «Човен кохання», «Сім'я», «Vega$» та «Династія» також стали потужною зброєю проти конкурентів мережі. Окрім того, ABC придбала права на показ щорічної трансляції вручення премії «Оскар».
На 1977 рік ABC став найуспішнішим каналом у країні.
Мержа також почала вкладати величезні за тих часів кошти у створення мінісеріалів. Мінісеріал 1977 року «Roots» мав величезний бюджет розміром 6 млн. і став одним із найбільших хітів в історії телебачення. 1978 року успіх телефільму «Бойовий космічний корабель «Галактика»», який дивилися 64 мільйони глядачів, спричинив знімання повноцінного серіалу. 1983 року, щоби відродити свою кінокомпанію, мережа випустила в прокат раніше створений для телебачення фільм «Сілквуд», а «Наступного дня», який вийшов на ТБ, став найуспішнішим телефільмом з аудиторією понад 100 мільйонів глядачів.
1984 року ABC придбала цілодобовий кабельний спортивний канал ESPN.

### 1985—1996: Нові власники й перебудова
Хоч перлини 1970-х років і завершились до середини 1980-х, канал зміг знайти для них рівноцінну заміну комедіями. Тоді ж вони змогли запустити декілька шоу, що мали колосальні рейтинги, поміж них були «Династія», «Детективне агентство „Місячне сяйво“», «Макгайвер», «Хто тут бос?», «Чудові роки», «Готель» і «Тридцять-з-чимось». Проте ставка на великих зірок, таких як Люсіль Болл і Доллі Партон закінчувалась комерційним і критичним провалом, що призвело до негативних наслідків для всієї мережі.
1986 року за $ 3,5 мільярда доларів, ABC була продана компанії The Capital Cities.
Початок дев'яностих спричинив період певного консерваторського мовлення. Мережа робила ухил на сімейну й жіночу аудиторію, запустивши п'ятничний блок комедій TGIF, а також такі драми як «Моя так зване життя», однак найбільшим хітом стала «Розанна», що виходила за межі дозволеного. Також великі успіхи мали сіткоми «Повний дім», «Великий ремонт» і т. д.

### 1996—2003: Спад
1996 року The Walt Disney Company придбала Capital Cities/ABC, й перейменувала мережу в ABC Inc.
Мережа мала тривалу історію з Disney, починаючи з 50-х. Нове керівництво зберегло курс на сімейну аудиторію, розширивши своє дитяче мовлення, запустивши п'ятигодинний блок оригінальних мультфільмів по суботах 1997 року.
Попри досить міцну лінійку програм, мережа не мала гучних хітів до 1999 року, коли була запущена гра «Хто хоче стати мільйонером?». Шоу вмить стало найпопулярнішим на ТБ, й ABC пішли на безпрецедентний крок, ставлячи його в ефір чотири дні на тиждень, а інколи й по п'ять і шість. Глядачі швидко втомилися від формату «роздачі грошей», а конкуренти швидко запустили клони шоу, й рейтинги почали стрімко падати. В остаточному підсумку програма покинула ефір, перейшовши до синдикації, однак мережа зазнала великих збитків через утрату свого головного хіта, й декілька років відновлювала позиції. Згодом цей стратегічний хід ABC був названий «Одною з найбільших помилок в історії телебачення».
Тоді ж канал зміг запустити низку досить успішних драм, зокрема «Практика» і «Шпигунка». На початку 2000-х мережа також мала кілька помірно успішних сіткомів: «Спін-Сіті», «Дхарма і Грег», «Як сказав Джим», «Моя дружина й діти» і «8 простих правил для друга моєї дочки-підлітка».

### 2004—2007: Відродження

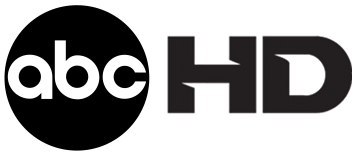
Логотип каналу з 2007 року

Будучи переповненим рішучості не втратити свого становища на телебаченні, ABC зміг досягти успіху в рейтингах, починаючи з 2004 року. Восени того же року новий президент Стівен Макферсон запустив два великих хіти: «Відчайдушні домогосподарки» и «Загублені». Одразу ж рейтинги телемережі виросли до безпрецедентного рівня. Згодом, на початку 2005 року, був запущений медичний серіал «Анатомія Грей», а 2006-го драмедія «Поганенька Бетті», що досягли як рейтингових, так і критичних успіхів.
Канал також зміг запустити кілька досить успішних реалітішоу: «Extreme Makeover: Home Edition» 2003, і «Танці з зірками» 2005 року. Останній із них домінував у телевізійних рейтингах. Попри їхні успіхи решта спроб зробити успішні реаліті зазнали невдач. Улітку 2006-го, сподіваючись відповісти на шоу «American Idol», канал запустив проєкт «The One: Making a Music Star», який зазнав гучного провалу, попри величезний бюджет, і був знятий з ефіру на другому тижні, ставши одним із найбільших провалів в історії американського ефірного телебачення.
2007 року Disney вирішив перейменувати «Touchstone Pictures» на новий підрозділ «ABC Studios», для того, щоб зосередитись на просуванні трьох брендів: ABC, Disney і ESPN. Також 2007 року ABC змінив свій логотип на більш глянцевий і сучасний. Також мережа змогла запустити декілька доволі успішних драм, таких як «Брати й сестри» 2006 року, і спіноф серіалу «Анатомія Грей» — «Приватна практика» 2007 року.

### 2007—дотепер: Страйк сценаристів і втрата хітів
Страйк Гільдії сценаристів США 2007—2008 років завдала великих збитків мережі ABC й телебаченню загалом. У цей час як уже успішні раніше серіали, так і новинки, не змогли дістати повних сезонів і в остаточному підсумку жодне шоу не стало успішним. Серіали «Брудні мокрі гроші», «Живий за викликом» і «Хто така Саманта?» хоч і дістали продовження на другий сезон, проте в кінцевому підсумку зазнали рейтингової невдачі.
Страйк Гільдії сценаристів й далі позначається на сезоні 2008—2009, тоді як «Юристи Бостона» і «Життя на Марсі» досягають рейтингових мінімумів.
На початку 2009 року Disney-ABC Television Group об'єдналась із ABC Entertainment і ABC Studios в новий підрозділ ABC Entertainment Group, що має відповідати за виробництво мовлення. Disney-ABC Television Group мали скоротити свій персонал на 5 % під час реорганізації.
Сезон 2009—2010 став сезоном контрастів для ABC. Вечір середи складався лише з нових програм. Три з п'яти стали успішними: «Буває й гірше», «Місто хижачок» і головний хіт «Американська сімейка». Однак жодна з нових драм сезону не мала успіху, й замовлення на другий сезон дістав лиш серіал «Візитери», який за рік по тому все одно був закритий.
2010 року після шести сезонів завершився культовий серіал «Загублені», чий фінальний сезон мав низькі рейтинги стосовно попередніх. Перлина сезону 2006—2007 «Поганенька Бетті» також утратив у рейтингах і був закритий у квітні того ж року. У каналу залишилось тільки три серіали-хіти минулих років: «Відчайдушні домогосподарки», «Анатомія Грей» і «Брати й сестри», останній з яких також став стрімко втрачати в рейтингах.
Сезон 2010—2011 обернувся для каналу черговими невдачами. Жодна драма за винятком серіалу Дани Дилейні «Слідство по тілу» не стала успішною, а з комедій замовлення на другий сезон дістало лиш шоу «Щасливий кінець». А втім у травні попри зниження популярності ABC все ще випереджає NBC, посідаючи третє місце серед ефірних каналів.

## Програмування
АВС тепер програмує 92½ години ефірного часу.

### Денне
ABC в денний час (іноді скорочено АВС-D або ABCD) являє собою програмний блок у мережі ABC, зазвичай знаходиться між 11:00-15:00 годинами, який тематично охоплює мильні опери, ігрові шоу і ток-шоу. Вона є частиною підрозділу Times Square Studios.

### Дитячі програми
1960-ті роки відзначились зростанням фільмів, орієнтованих на сім'ю. Це десятиліття було також відмічено поступовим переходом телемережі до кольору. 30 вересня 1960 року на ABC відбулася прем'єра мультсеріалу «Флінстоуни». Хоча мультсеріал від Вільяма Ханна і Джозефа Барбера був знятий в кольорі з самого початку, на перших порах він транслювався в чорно-білому кольорі, адже ABC не мав необхідних технічних оновлень. Мультфільм «Флінстоуни» виходив в прайм-тайм.
У 1959 році Walt Disney Productions, поліпшивши своє фінансове становище, придбав акції АВС в тематичний парк Disneyland за $ 7,5 млн. 1961 року ABC заповнює нішу мультсеріалами з "Calvin and the Colonel", "Matty's Funday Funnies", "Top Cat" and "The Bugs Bunny Show".

## Поточні телесеріали та шоу

### Мильні опери
- Загальна лікарня (1963)

### Драматичні серіали
- «Анатомія Грей» (2005)
- «Новобранець» (2018)
- «Вілл Трент» (2023)
- «9-1-1» (2024)
- «Високий потенціал» (2024)

### Комедійні серіали
- «Голдбергі» (2013)
- «Коннерс» (2018)
- Навчальна школа Еббот (2021)

### Реалітішоу
- America's Funniest Home Videos[en] (1990-дотепер)
- Холостяк[en] (2002-дотепер)
- Extreme Makeover: Home Edition[en] (2003-дотепер)
- Міняю жінку[en] (2004-дотепер)
- Танці з зірками[en] (2005-дотепер)
- Суперняня[en] (2005-дотепер)
- Homeland Security USA[en] (2009-дотепер)
- True Beauty[en] (2009-дотепер)

### Інформаційні і публіцистичні програми
- 20/20[en] (1979-дотепер)
- Primetime[en] (1989-дотепер)

## Інші відомі телесеріали та телешоу
- Одне життя щоб жити (1968—2012)
- Всі мої діти (1970—2012)
- «Добрий лікар» (2018–2024)
- «Станція 19» (2018–2023)
- «Мільйон дрібниць» (2018–2023)
- «Безмежне небо» (2020–2023)

## Слогани
- The New ABC (1963-64)
- Wild World of Entertainment (1964-65)
- Turn on the Excitement! (1965-66)
- Seven Nights to Remember (1966-67)
- A Very Special Reason (1967-68)
- Find Your Own Thing (1968-69)
- Meet Us in September (1969-70)
- Let's Get Together (1970-71)
- This is the Place to Be (1971-74)
- You & Me and ABC/What You See on ABC This Fall/Hello, America (1974-75)
- Welcome to the Bright New World of ABC (1975-76)
- Let Us Be the One (1976-77)
- Still the One (1977-78, 1979-80)
- We're the One! (1978-79)
- You & Me and ABC (1980-81)
- Now is the Time, ABC is the Place (1981-82)
- Come On Along with ABC (1982-83)
- That Special Feeling (1983-84)
- We're With You on ABC (1984-85)
- You'll Love It! (1985-86)
- Together (1986-87)
- Something's Happening (1987-90)
- America's Watching ABC (1990-92)
- It Must Be ABC (1992-93)
- Watched by more people than any other network (1993-94)
- The American Broadcasting Company (1994-95)
- Get with the Program! (1995-96)
- Nobody Does It Like ABC (1996-97)
- TV is Good (1997-98)
- We Love TV (1998-99)
- America's Broadcasting Company (1999—2007)
- Start Here (2007-дотепер)

## ABC News
ABC News — підрозділ Ей-Бі-Сі, що веде збір новин й створює інформаційні передачі. Головною телепередачею підрозділу є вечірня передача «Світові новини». Випускаються й інші новинні передачі, зокрема «Доброго ранку, Америко»

## Виноски
1. ↑  Bill Carter; Brooks Barnes (24 березня 2014). ABC News President to Be Top Disney TV Executive. Архів оригіналу за 2 квітня 2015. Процитовано 12 березня 2015.
2. ↑  Архівована копія. Архів оригіналу за 4 квітня 2019. Процитовано 9 вересня 2016.{{cite web}}:  Обслуговування CS1: Сторінки з текстом «archived copy» як значення параметру title (посилання)
3. ↑  Alyssa Bernstein (10 квітня 2014). James Goldston Named President of ABC News. ABC News. Архів оригіналу за 20 листопада 2020. Процитовано 12 березня 2015.
4. ↑  ABC.com — Frequently Asked Questions. Архів оригіналу за 9 червня 2013. Процитовано 14 листопада 2013.
5. ↑  Ottawa Citizen — Google News Archive Search. Архів оригіналу за 5 квітня 2022. Процитовано 15 листопада 2013.
6. ↑  Flint, Joe (27 жовтня 2011). Daniel Burke dies at 82; former president of Capital Cities/ABC. Los Angeles Times. Архів оригіналу за 30 липня 2013. Процитовано 29 жовтня 2011.
7. ↑  2008 — 2009 Canceled TV Shows | TV Series Finale
8. ↑  ABC combines TV network, production units — Los Angeles Times. Архів оригіналу за 28 лютого 2009. Процитовано 15 листопада 2013.
9. ↑  ABC Entertainment Group Announces Reorganization. Архів оригіналу за 10 квітня 2013. Процитовано 15 листопада 2013. {{cite web}}: Текст «AWN» проігноровано (довідка); Текст «Animation World Network» проігноровано (довідка)
10. ↑  Архівована копія. Архів оригіналу за 21 червня 2009. Процитовано 15 листопада 2013.{{cite web}}:  Обслуговування CS1: Сторінки з текстом «archived copy» як значення параметру title (посилання) [Архівовано 2009-06-21 у Wayback Machine.]
11. ↑  Disney Combines ABC’s Programming, Production Units (Update2) — Bloomberg. Архів оригіналу за 22 жовтня 2013. Процитовано 15 листопада 2013.
12. ↑  ABC combines TV network, production units — Los Angeles Times. Архів оригіналу за 5 жовтня 2009. Процитовано 15 листопада 2013.
13. ↑  Disney’s ABC Television Group to cut 5 % of workforce — Los Angeles Times. Архів оригіналу за 14 жовтня 2014. Процитовано 15 листопада 2013.
14. ↑  ‘Body Of Proof’ Renewed By ABC, ‘Happy Endings,’ ‘Shark Tank,’ ‘Secret Millionaire’ Renewed Too — Ratings | TVbytheNumbers. Архів оригіналу за 16 травня 2011. Процитовано 15 листопада 2013. [Архівовано 2011-05-16 у Wayback Machine.]
15. ↑  Final Broadcast TV Season Primetime Network Ratings & Viewership — Ratings | TVbytheNumbers. Архів оригіналу за 26 квітня 2014. Процитовано 15 листопада 2013. [Архівовано 2014-04-26 у Wayback Machine.]
16. ↑  ABC News. 3 вересня 2012. Архів оригіналу за 15 квітня 2016.